# Cincinnati Open 2013 - Qualificazioni singolare femminile
Le qualificazioni del singolare femminile del Cincinnati Open 2013 sono state un torneo di tennis preliminare per accedere alla fase finale della manifestazione. I vincitori dell'ultimo turno sono entrati di diritto nel tabellone principale. In caso di ritiro di uno o più giocatori aventi diritto a questi sono subentrati i lucky loser, ossia i giocatori che hanno perso nell'ultimo turno ma che avevano una classifica più alta rispetto agli altri partecipanti che avevano comunque perso nel turno finale.

## Teste di serie
1. Urszula Radwańska (primo turno)
2. Madison Keys (ritirata)
3. Monica Niculescu (ultimo turno, Lucky Loser)
4. Annika Beck (qualificata)
5. Stefanie Vögele (primo turno)
6. Andrea Petković (qualificata)
7. Mónica Puig (qualificata)
8. Ayumi Morita (primo turno)
9. Lourdes Domínguez Lino (ultimo turno)
10. Jie Zheng (primo turno)
11. Francesca Schiavone (primo turno)
12. Karin Knapp (qualificata)

1. Eugenie Bouchard (qualificata)
2. Kimiko Date-Krumm (ultimo turno)
3. Donna Vekić (primo turno)
4. Cvetana Pironkova (primo turno)
5. Chanelle Scheepers (ultimo turno)
6. Johanna Larsson (ultimo turno)
7. Sílvia Soler Espinosa (primo turno)
8. Paula Ormaechea (primo turno)
9. Karolína Plíšková (ultimo turno)
10. Irina-Camelia Begu (primo turno)
11. Ol'ga Govorcova (ultimo turno)
12. Marina Eraković (qualificata)

## Qualificate
1. Petra Martić
2. Eugenie Bouchard
3. Vania King
4. Annika Beck
5. Sofia Arvidsson
6. Andrea Petković

1. Mónica Puig
2. Jana Čepelová
3. Polona Hercog
4. Anna Tatišvili
5. Marina Eraković
6. Karin Knapp

### Lucky Loser
1. Monica Niculescu

## Tabellone

### Legenda
| - Q = Qualificato - WC = Wild card - LL = Lucky loser | - ALT = Alternate - SE = Special Exempt - PR = Protected Ranking | - w/o = Walkover - r = Ritirato - d = Squalificato |

### Sezione 1
|  | Primo turno | Primo turno             | Primo turno             | Primo turno | Primo turno |  |  | Ultimo turno            | Ultimo turno            | Ultimo turno            | Ultimo turno | Ultimo turno |  |
|  |             |                         |                         |             |             |  |  |                         |                         |                         |              |              |  |
|  | 1           | Urszula Radwańska       | 6                       | 4           | 4           |  |  |                         |                         |                         |              |              |  |
|  |             | Petra Martić            | 4                       | 6           | 6           |  |  | Petra Martić            | Petra Martić            | Petra Martić            | 6            | 6            |  |
|  |             | María Teresa Torró Flor | María Teresa Torró Flor | 6           | 6           |  |  | María Teresa Torró Flor | María Teresa Torró Flor | María Teresa Torró Flor | 2            | 1            |  |
|  | 16          | Cvetana Pironkova       | Cvetana Pironkova       | 2           | 2           |  |  |                         |                         |                         |              |              |  |

### Sezione 2
|  | Primo turno | Primo turno             | Primo turno             | Primo turno | Primo turno |  |  | Ultimo turno | Ultimo turno     | Ultimo turno     | Ultimo turno | Ultimo turno |  |
|  |             |                         |                         |             |             |  |  |              |                  |                  |              |              |  |
|  | Alt         | Mariana Duque Mariño    | Mariana Duque Mariño    | 3           | 1           |  |  |              |                  |                  |              |              |  |
|  |             | Vesna Dolonc            | Vesna Dolonc            | 6           | 6           |  |  |              | Vesna Dolonc     | Vesna Dolonc     | 3            | 1            |  |
|  |             | Anabel Medina Garrigues | Anabel Medina Garrigues | 0           | 3           |  |  | 13           | Eugenie Bouchard | Eugenie Bouchard | 6            | 6            |  |
|  | 13          | Eugenie Bouchard        | Eugenie Bouchard        | 6           | 6           |  |  |              |                  |                  |              |              |  |

### Sezione 3
|  | Primo turno | Primo turno       | Primo turno       | Primo turno | Primo turno |  |  | Ultimo turno | Ultimo turno     | Ultimo turno     | Ultimo turno | Ultimo turno |  |
|  |             |                   |                   |             |             |  |  |              |                  |                  |              |              |  |
|  | 3           | Monica Niculescu  | Monica Niculescu  | 6           | 6           |  |  |              |                  |                  |              |              |  |
|  |             | Andrea Hlaváčková | Andrea Hlaváčková | 1           | 4           |  |  | 3            | Monica Niculescu | Monica Niculescu | 5            | 1            |  |
|  | WC          | Vania King        | 4                 | 6           | 6           |  |  | WC           | Vania King       | Vania King       | 7            | 6            |  |
|  | 20          | Paula Ormaechea   | 6                 | 2           | 4           |  |  |              |                  |                  |              |              |  |

### Sezione 4
|  | Primo turno | Primo turno              | Primo turno | Primo turno | Primo turno |  |  | Ultimo turno | Ultimo turno    | Ultimo turno    | Ultimo turno | Ultimo turno |  |
|  |             |                          |             |             |             |  |  |              |                 |                 |              |              |  |
|  | 4           | Annika Beck              | 6           | 4           | 6           |  |  |              |                 |                 |              |              |  |
|  | WC          | Shelby Rogers            | 3           | 6           | 2           |  |  | 4            | Annika Beck     | Annika Beck     | 6            | 6            |  |
|  |             | Ol'ga Alekseevna Pučkova | 6           | 2           | 2           |  |  | 23           | Ol'ga Govorcova | Ol'ga Govorcova | 4            | 4            |  |
|  | 23          | Ol'ga Govorcova          | 3           | 6           | 6           |  |  |              |                 |                 |              |              |  |

### Sezione 5
|  | Primo turno | Primo turno        | Primo turno | Primo turno | Primo turno |  |  | Ultimo turno       | Ultimo turno       | Ultimo turno       | Ultimo turno | Ultimo turno |  |
|  |             |                    |             |             |             |  |  |                    |                    |                    |              |              |  |
|  | 5           | Stefanie Vögele    | 6           | 3           | 2           |  |  |                    |                    |                    |              |              |  |
|  |             | Sofia Arvidsson    | 4           | 6           | 6           |  |  | Sofia Arvidsson    | Sofia Arvidsson    | Sofia Arvidsson    | 6            | 6            |  |
|  |             | Alexandra Dulgheru | 6           | 4           | 6           |  |  | Alexandra Dulgheru | Alexandra Dulgheru | Alexandra Dulgheru | 1            | 2            |  |
|  | 15          | Donna Vekić        | 2           | 6           | 4           |  |  |                    |                    |                    |              |              |  |

### Sezione 6
|  | Primo turno | Primo turno       | Primo turno     | Primo turno | Primo turno |  |  | Ultimo turno | Ultimo turno      | Ultimo turno      | Ultimo turno | Ultimo turno |  |
|  |             |                   |                 |             |             |  |  |              |                   |                   |              |              |  |
|  | 6           | Andrea Petković   | Andrea Petković | 6           | 6           |  |  |              |                   |                   |              |              |  |
|  | WC          | Maria Sanchez     | Maria Sanchez   | 0           | 0           |  |  | 6            | Andrea Petković   | Andrea Petković   | 7            | 6            |  |
|  |             | Caroline Garcia   | 6               | 3           | 3           |  |  | 21           | Karolína Plíšková | Karolína Plíšková | 5            | 2            |  |
|  | 21          | Karolína Plíšková | 3               | 6           | 6           |  |  |              |                   |                   |              |              |  |

### Sezione 7
|  | Primo turno | Primo turno        | Primo turno        | Primo turno | Primo turno |  |  | Ultimo turno | Ultimo turno       | Ultimo turno       | Ultimo turno | Ultimo turno |  |
|  |             |                    |                    |             |             |  |  |              |                    |                    |              |              |  |
|  | 7           | Mónica Puig        | Mónica Puig        | 6           | 6           |  |  |              |                    |                    |              |              |  |
|  |             | Mallory Burdette   | Mallory Burdette   | 4           | 4           |  |  | 7            | Mónica Puig        | Mónica Puig        | 6            | 6            |  |
|  | WC          | Melanie Oudin      | Melanie Oudin      | 2           | 5           |  |  | 17           | Chanelle Scheepers | Chanelle Scheepers | 1            | 4            |  |
|  | 17          | Chanelle Scheepers | Chanelle Scheepers | 6           | 7           |  |  |              |                    |                    |              |              |  |

### Sezione 8
|  | Primo turno | Primo turno        | Primo turno        | Primo turno | Primo turno |  |  | Ultimo turno  | Ultimo turno  | Ultimo turno | Ultimo turno | Ultimo turno |  |
|  |             |                    |                    |             |             |  |  |               |               |              |              |              |  |
|  | 8           | Ayumi Morita       | Ayumi Morita       | 2           | 0           |  |  |               |               |              |              |              |  |
|  |             | Alison Riske       | Alison Riske       | 6           | 6           |  |  | Alison Riske  | Alison Riske  | 65           | 6            | 2            |  |
|  |             | Jana Čepelová      | Jana Čepelová      | 6           | 6           |  |  | Jana Čepelová | Jana Čepelová | 7            | 3            | 6            |  |
|  | 22          | Irina-Camelia Begu | Irina-Camelia Begu | 2           | 2           |  |  |               |               |              |              |              |  |

### Sezione 9
|  | Primo turno | Primo turno            | Primo turno            | Primo turno | Primo turno |  |  | Ultimo turno | Ultimo turno           | Ultimo turno           | Ultimo turno | Ultimo turno |  |
|  |             |                        |                        |             |             |  |  |              |                        |                        |              |              |  |
|  | 9           | Lourdes Domínguez Lino | Lourdes Domínguez Lino | 6           | 6           |  |  |              |                        |                        |              |              |  |
|  |             | Christina McHale       | Christina McHale       | 0           | 4           |  |  | 9            | Lourdes Domínguez Lino | Lourdes Domínguez Lino | 63           | 0            |  |
|  | WC          | Polona Hercog          | 3                      | 6           | 7           |  |  | WC           | Polona Hercog          | Polona Hercog          | 7            | 6            |  |
|  | 19          | Sílvia Soler Espinosa  | 6                      | 2           | 611         |  |  |              |                        |                        |              |              |  |

### Sezione 10
|  | Primo turno | Primo turno       | Primo turno       | Primo turno | Primo turno |  |  | Ultimo turno | Ultimo turno      | Ultimo turno      | Ultimo turno | Ultimo turno |  |
|  |             |                   |                   |             |             |  |  |              |                   |                   |              |              |  |
|  | 10          | Jie Zheng         | 7                 | 1           | 2           |  |  |              |                   |                   |              |              |  |
|  |             | Anna Tatišvili    | 5                 | 6           | 6           |  |  |              | Anna Tatišvili    | Anna Tatišvili    | 6            | 6            |  |
|  |             | Galina Voskoboeva | Galina Voskoboeva | 4           | 0           |  |  | 14           | Kimiko Date-Krumm | Kimiko Date-Krumm | 3            | 4            |  |
|  | 14          | Kimiko Date-Krumm | Kimiko Date-Krumm | 6           | 6           |  |  |              |                   |                   |              |              |  |

### Sezione 11
|  | Primo turno | Primo turno         | Primo turno | Primo turno | Primo turno |  |  | Ultimo turno | Ultimo turno    | Ultimo turno | Ultimo turno | Ultimo turno |  |
|  |             |                     |             |             |             |  |  |              |                 |              |              |              |  |
|  | 11          | Francesca Schiavone | 6           | 3           | 2           |  |  |              |                 |              |              |              |  |
|  |             | Heather Watson      | 1           | 6           | 6           |  |  |              | Heather Watson  | 4            | 7            | 3            |  |
|  |             | Petra Cetkovská     | 4           | 7           | 3           |  |  | 24           | Marina Eraković | 6            | 64           | 6            |  |
|  | 24          | Marina Eraković     | 6           | 5           | 6           |  |  |              |                 |              |              |              |  |

### Sezione 12
|  | Primo turno | Primo turno              | Primo turno              | Primo turno | Primo turno |  |  | Ultimo turno | Ultimo turno    | Ultimo turno | Ultimo turno | Ultimo turno |  |
|  |             |                          |                          |             |             |  |  |              |                 |              |              |              |  |
|  | 12          | Karin Knapp              | Karin Knapp              | 6           | 6           |  |  |              |                 |              |              |              |  |
|  |             | Lara Arruabarrena Vecino | Lara Arruabarrena Vecino | 4           | 2           |  |  | 12           | Karin Knapp     | 5            | 6            | 6            |  |
|  | WC          | Nicole Gibbs             | 4                        | 6           | 2           |  |  | 18           | Johanna Larsson | 7            | 2            | 4            |  |
|  | 18          | Johanna Larsson          | 6                        | 3           | 6           |  |  |              |                 |              |              |              |  |